# Isodontia praslinia
Isodontia praslinia är en biart som först beskrevs av Guérin-Méneville 1831.  Isodontia praslinia ingår i släktet Isodontia och familjen grävsteklar. Inga underarter finns listade i Catalogue of Life.